# Diam
Diam est un jeu de société créé par Alain Couchot et Bernard Klein en 1997 et édité par Ferti en 2003.
Pour 2 à 4 joueurs, à partir de 7 ans pour environ 5 minutes.

## Principe général
En posant ou déplaçant un de ses pions, il faut parvenir à mettre face à face deux pions à soi de même couleur et situé au niveau 2, 3 ou 4 d'une pile.

## Règle du jeu pour 2 joueurs

### Matériel
Le tablier représente 8 cases disposées en cercle ou en octogone. La case centrale ne sert pas au jeu. Chaque joueur reçoit 8 pièces, soit 4 de 2 couleurs. Au début, le tablier est vide.

### Déroulement
Tout au long de la partie, les joueurs doivent respecter deux restrictions importantes :
- Une pile ne doit jamais comporter plus de 4 pièces.
- Un joueur ne peut jamais déplacer une pièce adverse, mais il peut en transporter une qui se trouverait au-dessus d'une de ses pièces.

Chaque joueur à son tour doit choisir une des deux actions suivantes :
- Placer une de ses pièces non encore en jeu sur une case libre ou sur une pile déjà existante, ou
- Déplacer une de ses pièces vers une case immédiatement voisine, en emmenant les pièces qui sont au-dessus d'elle s'il y en a.

### Fin de partie et vainqueur
Lorsqu'un joueur parvient à mettre en vis-à-vis deux pièces
- lui appartenant,
- au deuxième, troisième ou quatrième niveau,

il a gagné la partie.
Il est possible que deux alignements se forment en même temps, auquel cas c'est le joueur possédant l'alignement le plus élevé qui l'emporte.

## Règle pour 4 joueurs
Chaque joueur prend les quatre pièces d'une couleur. À son tour, il peut introduire une de ses pièces en jeu ou déplacer une pièce de son camp.

## Historique
Primé à Boulogne-Billancourt en 1997, le jeu a été remarqué, très légèrement modifié et édité par Ferti en 2003. Remarquable pour sa simplicité et sa profondeur, Diam a été nommé pour le jeu de l'année ainsi qu'au Festival de Saint-Herblain.